# Teodozjusz (Dikun)
Teodozjusz, imię świeckie Mitrofan Dikun (ur. 23 listopada 1926 w Czernicy, zm. 1 października 2001 w Połtawie) – ukraiński biskup prawosławny.

## Życiorys
We wczesnym dzieciństwie stracił oboje rodziców. Zaopiekowała się nim wówczas ciotka, mniszka Ambrożyna z monasteru Trójcy Świętej w Korcu. W 1943, po ukończeniu siedmiu klas szkoły podstawowej, Mitrofan Dikun wstąpił jako posłusznik do Ławry Poczajowskiej. W 1947 rozpoczął naukę w moskiewskim seminarium duchownym. W 1955 ukończył pełny cykl studiów teologicznych w seminarium i Akademii Duchownej w Moskwie, uzyskując tytuł kandydata nauk teologicznych. 25 sierpnia 1955 biskup włodzimierski i suzdalski Onezym przyjął od niego wieczyste śluby mnisze. 28 sierpnia tego samego roku mnich Teodozjusz został wyświęcony na hierodiakona, zaś 4 września – na hieromnicha. Do stycznia 1956 prowadził pracę duszpasterską w cerkwi we wsi Kostyriewo, następnie zaś w cerkwi cmentarnej we Włodzimierzu. W 1958 został wykładowcą seminarium duchownego w Łucku. W 1963 został igumenem, zaś w roku następnym został przeniesiony na analogiczne stanowisko w seminarium duchownym w Odessie. W 1966 został jego rektorem, uzyskując równocześnie godność archimandryty.
4 kwietnia 1967 otrzymał nominację na biskupa perejasławsko-chmielnickiego, wikariusza eparchii kijowskiej. Jego chirotonia biskupia odbyła się 4 czerwca tego samego roku w soborze św. Włodzimierza w Kijowie z udziałem konsekratorów: metropolity krutickiego i kołomieńskiego Pimena, metropolity leningradzkiego Nikodema, arcybiskupa kijowskiego Filareta, arcybiskupa edmontońskiego Pantelejmona, arcybiskupa irkuckiego Beniamina, arcybiskupa iwano-frankowskiego Józefa, arcybiskupa chersońskiego Sergiusza oraz arcybiskupa lwowskiego Mikołaja.
7 października 1967 biskup Teodozjusz został przeniesiony na katedrę połtawską i krzemieńczuską. W okresie sprawowania urzędu, w 1978, zwrócił się do władz KPZR z listem, w którym domagał się zaprzestania ataków na Rosyjski Kościół Prawosławny prowadzonych przez rządy radzieckie. W liście zwracał się o przekazanie biskupom swobodnej możliwości wyświęcania nowych kapłanów, nieblokowania remontów świątyń oraz zaprzestaniach ich zamykania, zdjęcia nakazu informowania o odprawionych nabożeństwach, umożliwienie zwiększenia nakładów literatury religijnej oraz zaprzestanie ataków na religię na łamach prasy państwowej. W rezultacie władze radzieckie zmusiły patriarchę Moskwy do przeniesienia biskupa na katedrę wołogodzką, przy czym wyjazd na północ Rosji musiał mieć zły wpływ na jego zdrowie (duchowny chorował na zapalenie płuc). Równocześnie hierarcha otrzymał jednak godność arcybiskupa. Wiedząc o sytuacji arcybiskupa Teodozjusza, biskup astrachański Michał (Mudiugin) sam zaproponował objęcie katedry wołogodzkiej i odstąpienie Teodozjuszowi biskupstwa astrachańskiego. Z powodu choroby hierarcha przybył do Astrachania dopiero w 1980.
Duchowny cieszył się znacznym autorytetem wiernych eparchii. Mimo złego stanu zdrowia często odprawiał nabożeństwa i każdorazowo wygłaszał kazania. Starał się również bronić majątku eparchii przed antycerkiewnymi działaniami miejscowych władz, których postawa wobec Kościoła zmieniła się dopiero po 1985. Po tej dacie arcybiskup Teodozjusz doprowadził do odzyskania przez eparchię soboru Trójcy Świętej oraz cerkwi św. Jana Chrzciciela w Jenotajewsku, których remont koordynowała administratura.
Hierarcha interesował się sytuacją Kościoła prawosławnego na Ukrainie. Na początku lat 90. na jej obszarze ponownie zaczął legalnie działać Kościół katolicki obrządku bizantyjsko-ukraińskiego, co stało się przyczyną konfliktów o przynależność obiektów sakralnych. W związku z tym arcybiskup Teodozjusz poprosił o przeniesienie na jedną z katedr Patriarchatu Moskiewskiego na Ukrainie, gdzie ze szczególną siłą rozgrywał się konflikt prawosławno-greckokatolicki. Zgodnie z jego prośbą 19 lutego 1990 został wyznaczony na katedrę chmielnicką. Wielu wiernych astrachańskich odwiedzało następnie szanowanego przez siebie biskupa na Ukrainie. Początkowo popierał autokefalizację Ukraińskiego Kościoła Prawosławnego. W 1992 stwierdził jednak, iż w czasie pracy duszpasterskiej na Ukrainie doszedł do wniosku, iż wierni nie popierają tego kroku, winien więc także zmienić swoje stanowisko.
Po miesiącu od objęcia katedry chmielnickiej biskupowi Teodozjuszowi powierzono zamiast niej zarząd eparchii iwano-frankowskiej, gdzie z powodu braku soboru (wszystkie cerkwie w mieście przejęli grekokatolicy) urządził cerkiew domową w pałacu biskupim. We wrześniu 1991 został przeniesiony na katedrę winnicką, zaś w 1992 ponownie został biskupem połtawskim. W 1996 otrzymał godność metropolity. Zmarł w 2001 na udar mózgu.